# Cloelia

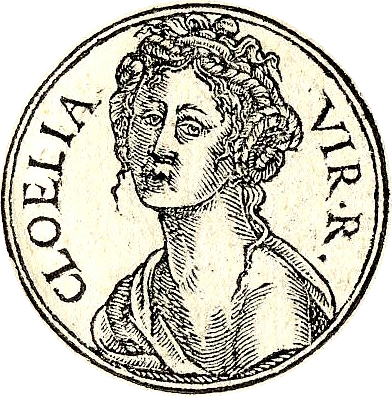
Cloelia in de 16e eeuw, "Promptuarii Iconum Insigniorum"

Cloelia was een Romeinse maagd, die samen met andere meisjes en jongens als gijzelaar aan Lars Porsenna was gegeven.

## Overlevering

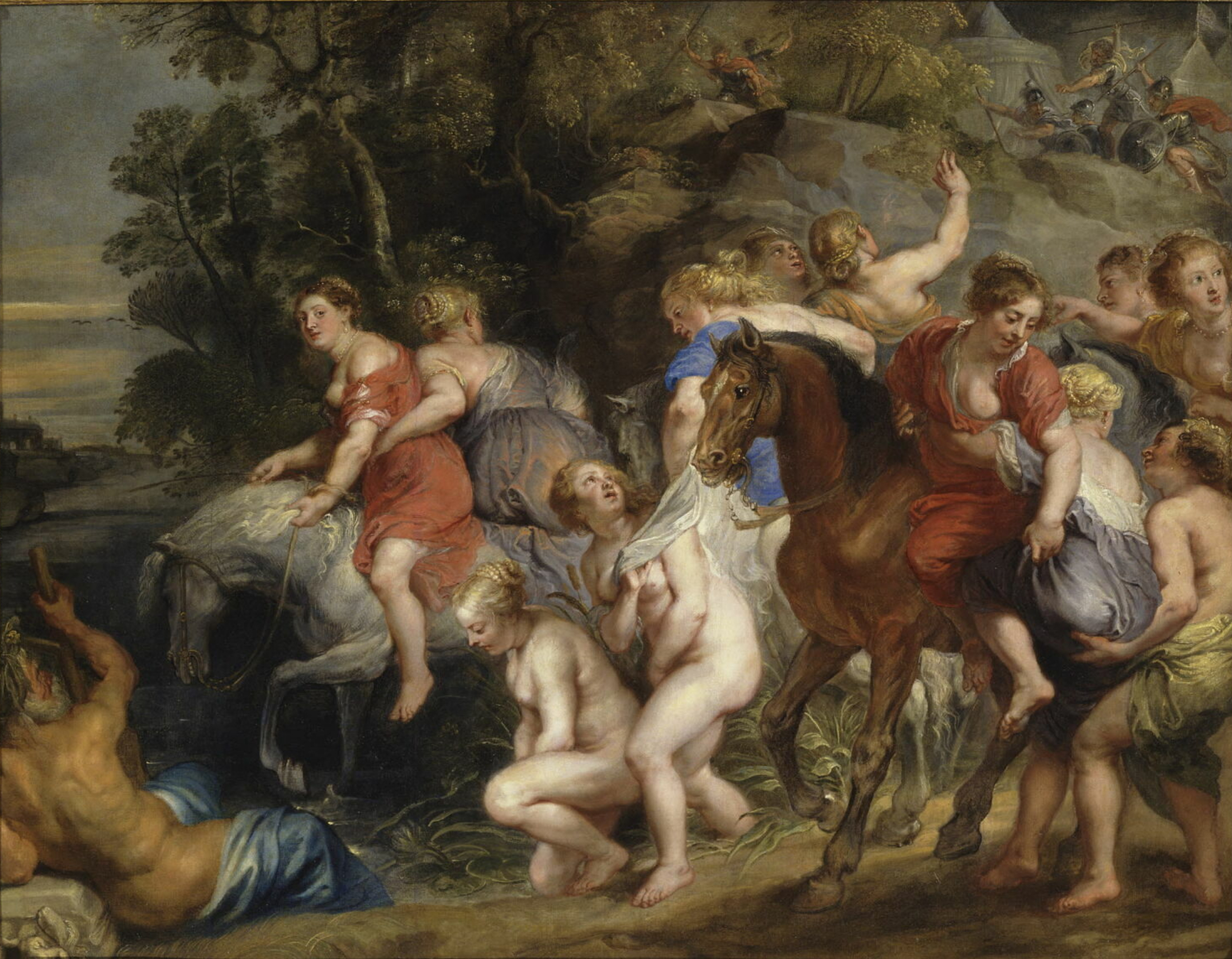
Cloelia langs de Tiber (1630/40) door Rubens

Volgens de overlevering was ze uit het Etruskische kamp ontsnapt (sommige bronnen zeggen dat ze een aantal meisjes met zich mee had genomen) en stak ze op een gestolen paard de Tiber over naar Rome. Zij werd door de Romeinen echter naar de Etruskische koning Porsenna teruggestuurd, opdat zij niet het vredesverdrag met Porsenna zou verbreken. Die was zo getroffen door haar dappere daad, dat hij haar niet alleen vrijliet, maar ook toestond dat ze een deel van de gijzelaars met zich meenam: zij koos degenen die minderjarig waren, daar zij het meest aan mishandeling waren blootgesteld. Porsenna beloonde haar ook met een paard dat met prachtige opschik was versierd, en het Romeinse volk stelde een standbeeld van een vrouw te paard op in de Via Sacra. Een andere, minder bekende, traditie verhaalt dat alle gijzelaars werden afgeslacht door Tarquinius met uitzondering van Valeria, die de Tiber overzwom en wist te vluchten naar Rome en dat het ruiterstandbeeld ter ere van haar werd opgericht en niet ter ere van Cloelia.

## Antieke bronnen
- Livius, II 13.
- Dionysius van Halicarnassus, V 33, 35.
- Plutarchus, Poplic. 19, De Mulierum Virtutibus XIV.
- Florus, I 10.
- Valerius Maximus, III 2 § 2.
- Aurelius Victor, de Vir. Ill. 13.
- Lucius Cassius Dio, in Bekkers Anecd. I, p. 133.8.
- Plinius maior, Naturalis historia XXXIV 6 § 13.
- Vergilius, Aen. VIII 651.
- Juvenalis, VIII 265.

## Verder lezen
- J. Gagé, Les otages de Porsenna, in D. Porte - J-P. Néraudau, Hommages à Henri Le Bonniec: Res sacrae, Brussel, 1988, pp. 236-245.
- M.B. Roller, Exemplarity in Roman Culture: The Cases of Horatius Cocles and Cloelia, in CPh 99 (2004), pp. 1–56. (online versie)